# Galateo (costume)

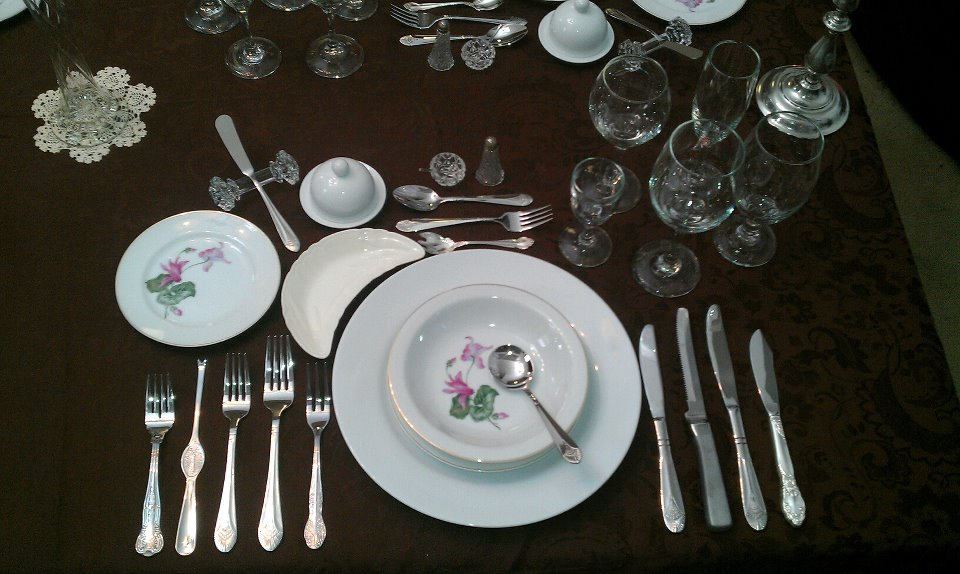
Disposizione di piatti, posate e bicchieri secondo il galateo.

Con galateo (identificato anche col sinonimo bon ton) si definisce l'insieme di norme comportamentali con cui si identifica la buona educazione: è un codice che stabilisce le aspettative del comportamento sociale, la norma convenzionale. Il termine deriva da Galeazzo Florimonte, vescovo della diocesi di Sessa Aurunca che ispirò a monsignor Giovanni Della Casa il celebre Galateo overo de' costumi, primo trattato specifico sull'argomento pubblicato nel 1558. In generale il galateo è un codice non scritto, anche se in alcuni casi può dar luogo a codificazioni scritte.

## Storia
Il primo autore del Galateo fu Clemente Alessandrino che nel suo Il pedagogo propose le regole per stare a tavola, vestirsi, come parlare correttamente fino anche all'uso dei profumi. L'umanista Erasmo da Rotterdam propose delle regole di buone maniere nella sua opera De la Civilité puérile (o De civilitate morum puerilium) e nel suo trattato sull'educazione precoce dei bambini nel 1530. Queste regole sono indirizzate a chiunque, qualsiasi sia la classe sociale di appartenenza. Queste regole, innovative rispetto al passato, influenzarono le opere letterarie che seguirono.
In Italia, Giovanni Della Casa scrisse tra il 1551 e il 1555 un trattato (pubblicato postumo nel 1558) il cui titolo Galateo overo de' costumi divenne celebre a tal punto che in italiano la parola galateo significa l'insieme delle norme riferite alla buona educazione. Il titolo dell'opera, infatti, corrisponde alla forma latina del nome Galeazzo: Galatheus, appunto.
In molti paesi, il termine impiegato per indicare il galateo è connesso con l'italiano etichetta, lo spagnolo etiqueta e il francese étiquette. È molto suggestiva, anche se non corretta, l'etimologia popolare della parola "etichetta" come diminutivo di etica (quel ramo della filosofia che si occupa di ciò che è buono, giusto o moralmente corretto): viene infatti spontaneo pensare che si tratti di un'etica "minore", applicata non ai grandi problemi della vita morale, ma ai semplici problemi della vita di ogni giorno.
Normalmente accettata è invece l'interpretazione che fa risalire il termine all'antico francese estiquier/estiquer, "infiggere, affiggere, attaccare". Con l'aggiunta del suffisso diminutivo "-etta" la parola ha assunto il significato di "cosuccia attaccata" e oggi indica quella striscia, riquadro o cartellino in genere che si applica a merci, bottiglie e contenitori vari per indicarne qualità e prezzo, contenuto e origine ecc. (cfr. la voce etichetta di identificazione).
Anticamente indicava anche un piccolo avviso esposto nelle corti spagnole con la segnalazione del cerimoniale del giorno e le sue rigide regole; dal programma quotidiano, etiqueta passò poi rapidamente a designare il cerimoniale stesso e, con quel significato, dalla Spagna si diffuse altrettanto rapidamente in Francia e, come attesta il letterato Lorenzo Magalotti all'inizio del Settecento, anche in Italia:
Nella storia della letteratura il termine "bienséances" è la chiave della teoria letteraria classica e della vita sociale del Seicento. Il termine indica ciò che conviene dire e fare in una certa situazione, avere buone maniere e buon gusto.

## Esempi di norme di galateo

### Al ristorante
Nel servizio all'inglese, il cameriere serve il cliente alla sua sinistra e toglie il piatto alla sua destra; apposite norme regolano come deve essere apparecchiata la tavola; il tovagliolo si tiene aperto sulle gambe, schiena eretta, staccata dalla sedia. Il capotavola aspetta che i piatti di tutti i commensali siano serviti, e viceversa i commensali aspettano che il capotavola incominci per primo il suo pranzo. Prima di servire il secondo, bisogna aspettare che tutti i commensali abbiano terminato il primo. È maleducazione mangiare il pane prima di essere serviti o fra un piatto e l'altro, bere senza prima aver passato l'acqua o il vino al commensale alla propria destra o sinistra che ha il bicchiere vuoto.

### Nelle presentazioni
Si presenta sempre la persona più importante per prima preceduta dal titolo di maggiore rilievo (di studio, incarico professionale o nobiliare), la stretta di mano non avviene mai da seduti ma alzandosi in piedi e porgendo la mano destra, ed è la persona alla quale ci si presenta, non quella presentata, che dovrebbe porgere per prima la mano. Per l'uomo è d'obbligo alzarsi, mentre non lo è per le donne. A tavola: la coppia si siede vicina e le donne stanno una di fronte all'altra come gli uomini in modo da poter discutere tranquillamente.

### Dare la precedenza
L'uomo cede sempre il passo alla donna uscendo da un luogo chiuso ed entrando in un ambiente privato e conosciuto, come la casa di parenti o amici; quando invece si apprestano ad entrare in un locale pubblico, come un bar o un ristorante, deve essere l'uomo a precedere. Questa usanza ha origini antiche: nella tradizione cavalleresca, infatti, era il cavaliere ad ispezionare un luogo prima della dama, poiché una taverna poteva ospitare risse o altri disordini a lei poco adatti. In strada, l'uomo cammina sempre sul lato esterno, esposto ai veicoli, e la donna sul lato interno, verso le pareti delle costruzioni, in modo che sia sempre protetta. Anche questa usanza ha origini antiche, infatti il cavaliere poteva così proteggere la donna, per esempio col mantello da schizzi provocati da carrozze e cavalli che attraversavano pozzanghere.

### Inviti alle cerimonie
Ricevere un invito per una cerimonia, per una colazione (pasto che ha inizio dalle 12:30 alle 14:00) o per un pranzo (inizio 19:30 - 21:00) esige formalmente una risposta da dare al più presto. La risposta è data con le stesse forme con cui si è ricevuto l'invito: per iscritto oppure a voce.

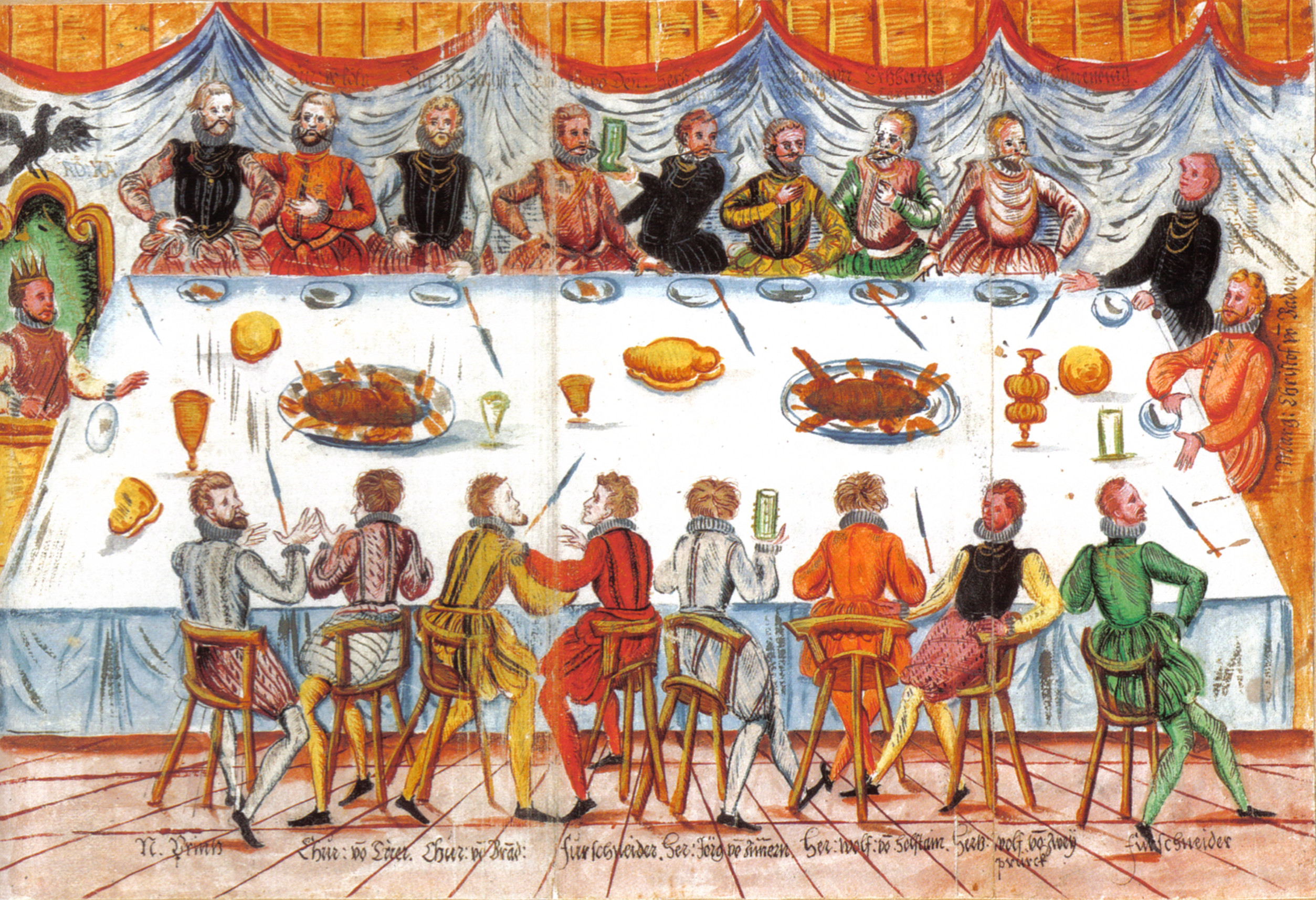
Un pasto alla corte dell'Imperatore SRI Ferdinando I al Römer di Francoforte nel 1558

 Ai pranzi di etichetta non devono prendere parte giovani al di sotto dei 18 anni di età, anche se familiari dei padroni di casa.
Spesso sugli inviti è riportata la sigla R.S.V.P. (Répondez, s'il vous plaît). Si chiede in sostanza una risposta affermativa o meno. Occorre senz'altro fornirla subito. Nei casi in cui non si può aderire all'invito, oltre a ringraziare, si indicheranno genericamente i motivi.
Il Santantonio era solito ripetere che comunque un invito non riscontrato 48 ore prima dell'evento era da considerare non accettato, tuttavia consigliava agli addetti al cerimoniale di usare questa regola con molta attenzione, soprattutto se gli interessati erano personalità di spicco o comunque di particolare rilievo. Insomma, nei casi complessi una buona regola è quella di contattare la segreteria del personaggio per sondarne gli intendimenti.